# Idle Listening
Idle Listening (engl. „untätiges Zuhören“, vgl. idle) bezeichnet man in Rechnernetzen den in der Regel unerwünschten Umstand, dass ein Endgerät das Kommunikationsmedium abhört, obwohl keine Kommunikation stattfindet. Der Zuhörer verschwendet dabei unnütz Zeit und Energie.
Wird im Rechnernetz Kommunikation ohne Vorankündigung und ohne Mitteilung über einen anderen Kommunikationskanal eingeleitet, so ist Idle Listening die einzige Möglichkeit, Nachrichten zu empfangen. Auch die physische Trägerprüfung verwendet kurze Zeiten von Idle Listening, um herauszufinden, ob das Kommunikationsmedium frei ist.
Hört der Zuhörer nicht das leere Medium, sondern Kommunikation anderer Netzteilnehmer ab, so spricht man von Overhearing.